# Loreto (municipi de Baixa Califòrnia Sud)
Loreto és un municipi a l'estat de Baixa Califòrnia Sud essent la localitat de Loreto el cap de municipi i principal centre de població d'aquesta municipalitat. Aquest municipi és a la part nord-oriental de l'estat de Mèxic. Limita al nord amb els municipis de Comondú, al sud amb La Paz, a l'oest amb Mulegé i a l'est amb el Mar de Cortés.